# Vierpolders
Vierpolders est un village situé dans la commune néerlandaise de Brielle, dans la province de la Hollande-Méridionale. Le 1er janvier 2007, le village comptait 1 820 habitants.

## Histoire
Vierpolders a été une commune indépendante jusqu'au 1er janvier 1980, date de son rattachement à Brielle. De 1812 à 1817, Vierpolders avait été rattaché à Zwartewaal.